# Muzeul de Artă Populară din Constanța
Muzeul de Artă Populară este un muzeu județean din Constanța, amplasat în B-dul Tomis nr. 32. În 1975 se constituie colecția de artă populară în cadrul Muzeului de Artă Constanța, iar în 1980 capătă statut de secție. Începând din 1985 are loc o orientare a achizițiilor și spre alte zone etnografice din țară. Din 1990 este instituție cu personalitate juridică. Expoziția de bază cuprinde toate genurile artei populare repartizate pe zone etnografice, muzeul având caracter național. Clădirea muzeului datează din 1893 și este monument de arhitectură. A fost inițial primărie, apoi poștă. A fost restaurată în 1973, 1978, 1989.  Colecții de artă populară din toate regiunile țării includ: ceramică, icoane pe lemn și sticlă, metal, port popular, scoarțe, țesături, textile, podoabe. Obiectele pentru uz gospodăresc din ceramică, lemn, metal se caracterizează printr-o mare bogăție tipologică. Țesăturile de interior - ștergare, fețe de masă, cearșafuri, așternuturi de pat, scoarțe, păretare, fețe de pernă (din bumbac, borangic și lână) - sunt de o mare bogăție ornamentală. Ștergarele lungi de 4 m fac parte integrantă din vechile interioare țărănești. Motivele florale, vegetale, zoomorfe, antropomorfe, alternate cu dungi de lățimi diferite creează compoziții ornamentale specifice. Țesăturile din lână pentru decor sau uz gospodăresc au compoziția ornamentală bazată pe alternarea de vărgi, cu motive geometrice alese, distribuite uniform și continuu.
Clădirea muzeului este declarată monument istoric, având codul CT-II-m-A-02850. Clădirea muzeului datează din 1893 și este neoromânesc. A fost inițial primărie, apoi poștă. A fost restaurată în 1973, 1978, 1989.